# フラワーアクション009ノ1
『フラワーアクション009ノ1』（-オーオーナインワン）は石森章太郎の漫画『009ノ1』を原作としたテレビドラマ。
第1話では、OPでの題名は『009ノ1』、本編途中で『フラワーアクション009ノ1』と出る（第2話以降は表示されていない）。
1969年10月7日から12月30日までフジテレビ系で火曜日20:00から20:56まで放送。全13話。

## 概要
原作がサイボーグ化された女性エージェントの物語だったのに対し、テレビドラマではSF色は基本設定から排除されている。
表題の009ノ1は登録番号であり、009ノ1のコードネームはスペード、009ノ2はハートと言うようにトランプをモチーフにしたものになっている。
登場する女優陣は西野バレエ団に所属しているレ・ガールズ（5人組のダンスグループ）であり、第1話の演出に関しては彼女らのプロモーション的な意味合いが強かった。
また、引田天功（初代）が連続ドラマにレギュラー出演した数少ない作品の一つでもある。

## 内容
ゼロゼロガールズ（5人の女性エージェントで構成された秘密捜査チーム。ボス・ジョーカーの指令のもと、サポートメンバーのジャックと共に日本の平和のために活躍する。ナンバープレート「009ノ1」の専用車がある。）と、ダークシンジケート（悪の秘密結社。その詳細な構成員や組織系統は謎に包まれている。）との闘いを描く。

## キャスト
- スペード - 金井克子（第10話・第11話は出演せず）
- ハート - 由美かおる（第2話・第3話・第4話・第7話・第11話は出演せず）
- クラブ - 原田糸子（第9話・第10話・第13話は出演せず）
- ダイヤ - 奈美悦子（第5話は出演せず）
- モンキー - 江美早苗（第11話は別役でも出演）
- ジャック - 松山英太郎（第5話・第6話・第8話・第9話・第10話・第13話は出演せず、第7話は別役でも出演）
- ジョーカー - 引田天功（第7話・第10話は声のみ出演、第8話・第9話・第12話は出演せず）

## スタッフ
- 原作 - 石森章太郎（週刊漫画アクション連載）
- プロデューサー - 渋谷幹雄、村上光一、西野皓三
- 脚本 - 放映リスト参照
- 撮影 - 東光一、林七郎、瀬尾脩、岡田公直、吉田重業、坪井誠、椎塚彰
- 録音 - 岩田広一
- 照明 - 山本辰雄、山崎幸一、川崎保之丞、酒井信雄、大町博信、森沢淑明
- 美術 - 川村晴通、北郷久典、金子元昭、本田衛
- 編集 - 香園稔、鈴木寛
- 記録 - 小貫繁子、安藤昌江、椎塚二三、宮瀬淳子、吉田清子、藤沢すみ子、大坂聡子、和田宏子、川村澪子
- 助監督 - 館野彰、小菅宣生、島崎喜美男、上杉健、堀長文、長谷川洋、前川洋之、清水徳三、植田泰治
- 擬斗 - 林成二郎、三原博
- 衣裳 - 東京衣裳
- 現像 - 東映化学
- 音楽 - 小林亜星
- 演技担当 - 七条敬三
- 進行主任 - 河野正俊、伊東暉雄、市倉正男、水谷和彦、生田篤
- 制作担当 - 桑原秀郎
- 協力 - 千葉県館山市 館山シーサイド・ホテル（第7話）
- 衣裳提供 - 銀座三越ヤングファッション、製作エフエル
- 監督 - 放映リスト参照
- 製作 - フジテレビ、東映

## 放映リスト
| 放送日         | 話数 | サブタイトル                 | 脚本              | 監督     | ゲスト |
| -------------- | ---- | ---------------------------- | ----------------- | -------- | --- |
| 1969年 10月7日 | 1    | 日本爆破アンタッチャブル     | 龍達彦 林強生     | 小松範任 | 多々良純／南利明、菅井一郎、内藤陳／安藤三男、三重街恒二、牧島正幸／岡野耕作、高須準之助、三島新太郎／島田博、山崎理香｜ザ・フラッシャーズ／鶴岡政義(東京ロマンチカ)／梅宮辰夫                        |
| 10月14日       | 2    | 銃口はミニを狙う             | 河内洋            | 竹本弘一 | 中丸忠雄／万里昌代、中原弘二／人見きよし、渡真二、世志凡太／早瀬主税、船橋竜二、水城つよし、団巌／大阪憲、鴨志田和夫、福井哲也、村上豪／石崎洋光、中島一男、国谷稔丨ナレーター:野田圭一／山本麟一     |
| 10月21日       | 3    | 裏切り寝返り大合戦           | 辻真先            | 山田稔   | 高見エミリー／玉川良一／上田吉二郎／春日章良／大前均／三笠礼子、平松慎吾、柳沢紀男／佐藤典幸丨ナレーター:野田圭一                                                                                     |
| 10月28日       | 4    | 殺し屋はニューモードがお好き | 白井更正          | 島津昇一 | 高英男／鹿内タカシ、山城新伍／砂塚秀夫、国景子／大神信、奥村公延／須賀良、大田黒武生、宮本栄二／鴨志田和夫、福井哲也、本田昭夫丨ナレーター:野田圭一／市村俊幸                                         |
| 11月4日        | 5    | 怪盗ルパンＳＯＳ             | 山浦弘靖          | 竹本弘一 | 葉山良二／立原博／潮健児、安城由貴／相馬剛三、仲子大介、三島新太郎／高須準之助、木村修、深田弘／ジョン・ヒューイ、泉福之助丨ナレーター:野田圭一／井上昭文                                             |
| 11月11日       | 6    | 宇宙ロケットを奪回せよ       | 西条道彦 矢田金一 | 山田稔   | 山下洵一郎／曽根晴美／須藤健／稲吉靖、片岡五郎／ファティ・ウンガン、福井哲也／堀広幸、国谷稔／川田賢二郎、大橋清春丨ナレーター:野田圭一                                                               |
| 11月18日       | 7    | フランシーヌへ愛をこめて     | 小沢和郎 島津昇一 | 島津昇一 | 大村文武／奥野匡、明智十三郎／伊豆肇、松井康子／松山照夫、伊東昭雄／石橋雅史、巽治郎／田川恒夫、木村修、冬城五郎／霞涼二、清水輝夫丨ナレーター:野田圭一                                               |
| 11月25日       | 8    | 人魚の涙に罠がある           | 多村映美 桶谷五郎 | 竹本弘一 | 牧紀子／上野山功一／高津住男／山岡徹也、松原光二／ジョン・ヒューイ、ジョウ・デ・コーニング／山田甲一、池本慶且、荒木肇／鴨志田和夫、ゴールデン・アームズ丨ナレーター:野田圭一                         |
| 12月2日        | 9    | 縁結びトランプ仁義           | 谷与志夫 江崎実生 | 江崎実生 | 吉田輝夫／北原義郎／高宮敬二、上田みゆき／加賀邦男、陶隆／高島稔、大月ウルフ／川部修詩、桑原隼人、高木真二、大島章太郎／教野寛志、津川伸一、宮本栄二丨ナレーター:野田圭一                             |
| 12月9日        | 10   | くたばれギャンブルガール     | 山崎忠昭          | 山田稔   | 丹羽又三郎、鶴見丈二／武藤英司、大橋一元／賀川雪絵、守屋俊志、小川万里子／吉田留美子、小西まち子、平野康／植田灯孝、志摩栄、兼本新吾／滝島孝二、浅田滋、打越正八／木村修、山口健丨ナレーター:野田圭一 |
| 12月16日       | 11   | 黄金の指が逃げちゃった       | 若井基成 石森史郎 | 竹本弘一 | 浜村純／江見俊太郎／三島耕／橋爪秀雄／谷津勲／山下哲男、泉福之助／ナレーター:野田圭一 |
| 12月23日       | 12   | バカンスは危険がいっぱい     | 中島貞夫          | 小山幹夫 | 永山一夫／沼田曜一／室田日出男、安藤三男／鎗田順吉、岡部正純／小笠原章二郎、岩城力也／谷本小代子、旭洋一郎／岩井松二郎、貝塚みさ子丨ナレーター:野田圭一／相馬剛三、二見忠男、山本緑※ノンクレジット    |
| 12月30日       | 13   | 君は可愛いボクのニャロメ     | 山崎厳 江崎実生   | 田口勝彦 | 田武謙三／久里千春／中庸介、稲吉靖／吉原正皓、石橋雅史／守田比呂也、肥土尚弘／ピーター三輪、山本緑、大木史郎／福田芳秋、中村万里丨ナレーター:野田圭一                                                 |

## 放送局
- フジテレビ（制作局）：火曜 20:00 - 20:56
- 関西テレビ（準キー局）：火曜 20:00 - 20:56
- 東海テレビ：火曜 20:00 - 20:56
- テレビ西日本：火曜 20:00 - 20:56
- 仙台放送：火曜 20:00 - 20:56[2]
- 福島中央テレビ（1970年7月 - 9月に放送）：土曜 23:40 - 翌0:40[3]
- 富山テレビ：火曜 20:00 - 20:56[4]
- 石川テレビ：火曜 20:00 - 20:56[4]
- 東映チャンネル：再放送（不定期）[5]

## 映像ソフト
- 2008年7月21日発売の「石ノ森章太郎 生誕70周年 DVD－BOX」にテレビシリーズの第1話が収録され、初のソフト化となった。
- 2009年11月21日に放送40周年を記念して全話収録のDVD－BOXが発売され全話のソフト化は初。

## ネット配信
- YouTubeの「TOEI Xstream theater」で、2021年8月11日から11月3日まで毎週水曜21:00（JST）に各話ずつ1週間の期間限定で無料配信が行われた（第1話は11月10日20:59まで）。
- その後、2022年10月21日に同チャンネルが「東映シアターオンライン」にリニューアルしたのに伴い、新たに設置した「据置枠」で、第1・2話の常時無料配信が行われている。
- Amazon Prime Videoの有料チャンネル「東映オンデマンド」と「マイ★ヒーロー」で全13話配信が行われている。

## 前後番組
| フジテレビ系 火曜20時台 | フジテレビ系 火曜20時台  | フジテレビ系 火曜20時台 |
| 前番組                  | 番組名                   | 次番組                  |
| ----------------------- | ------------------------ | ----------------------- |
| 東京コンバット          | フラワーアクション009ノ1 | 幽霊探偵ホップカーク    |